# 山楂树之恋
《山楂树之恋》，为2007年海外華人作家艾米聲稱根据真实故事改编的一部中文爱情小说，获得2007年度当代长篇小说年度最佳奖读者奖、《亚洲周刊》2007年中文十大小说。有記者推測，小說中主角靜秋的真人原型叫熊音，現居美國。

## 简介
该小说故事主要描述发生在中国文革后期的爱情故事。主人公静秋天生丽质，却因家庭成份不好，内心闭塞。恰逢其在西村坪体验生活、编撰教材时，恰逢故事男主角“老三”。老三是军区司令员儿子，才气出众，其爱上静秋，但静秋却怕被欺骗，最初常常躲藏。老三只甘愿为静秋默默做事，并时刻鼓励。他约定等着静秋毕业、工作、转正。但当静秋美梦成真时，老三却得白血病去世了，临终前仍然挂念静秋：“我不能等你一年零一个月了，我也不能等你到二十五岁了，但是我会等你一辈子。”死后老三埋葬于山楂树下，留给静秋的只是埋藏在心底最深的爱。

## 其他
张艺谋以此故事为蓝本拍摄了2010年电影《山楂树之恋》。
我不能等你一年零一个月了，我也不能等你到二十五岁了，但是我会等你一辈子。——《山楂树之恋》

## 文中地名對照
K市：湖北省宜昌市
江心島：宜昌市西陵區西壩街道
K市八中：宜昌市九中
西村坪村：宜昌市夷陵區小溪塔南村坪村

## 评价
- “它充分满足全民对感动的需要。”——凤凰卫视主持人梁文道
- “我喜欢，又痛恨这样的叙述，到最后还让人肝肠寸断！”——凤凰卫视主持人陈鲁豫
- “向原作者致敬，为了真情实感。”——凤凰卫视主持人窦文涛